# موجة متوسطة

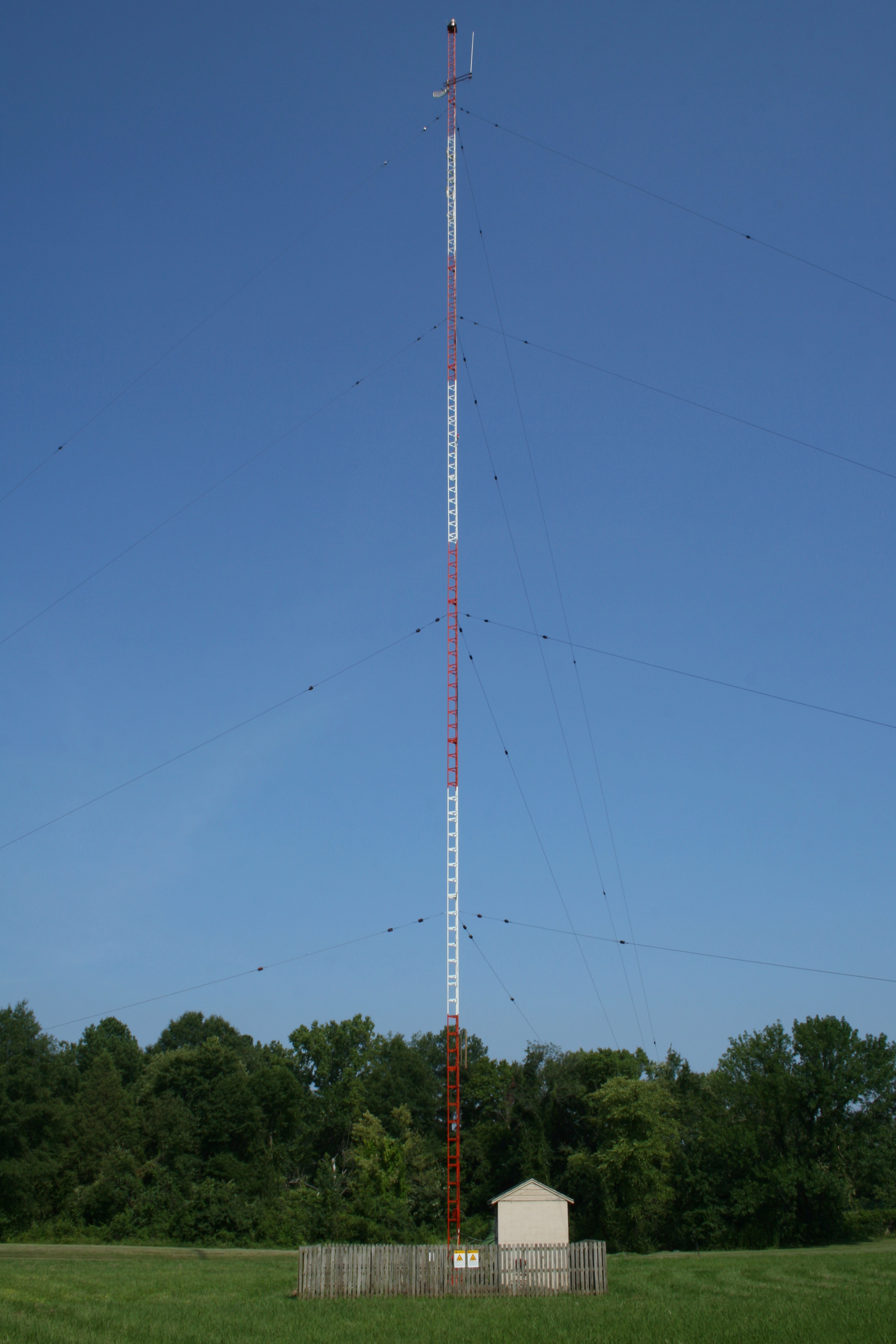

الموجة المتوسطة (بالإنجليزية: Medium wave)‏ هي جزء من النطاق الراديوي للتردد المتوسط المستخدم أساسا بث إذاعي ت م. بالنسبة لأوروبا، يتراوح الموجة المتوسطة من 526،5 إلى 1606،5 كيلو هيرتز باستعمال قنوات متباعدة كل 9 كيلو هيرتز. وفي أمريكا الشمالية يتراوح نطاق البث الإذاعي الموسع من 525 إلى 1705 كيلو هيرتز باستخدام قنوات متباعدة كل 10 كيلو هيرتز.